# Гунъань (жанр)

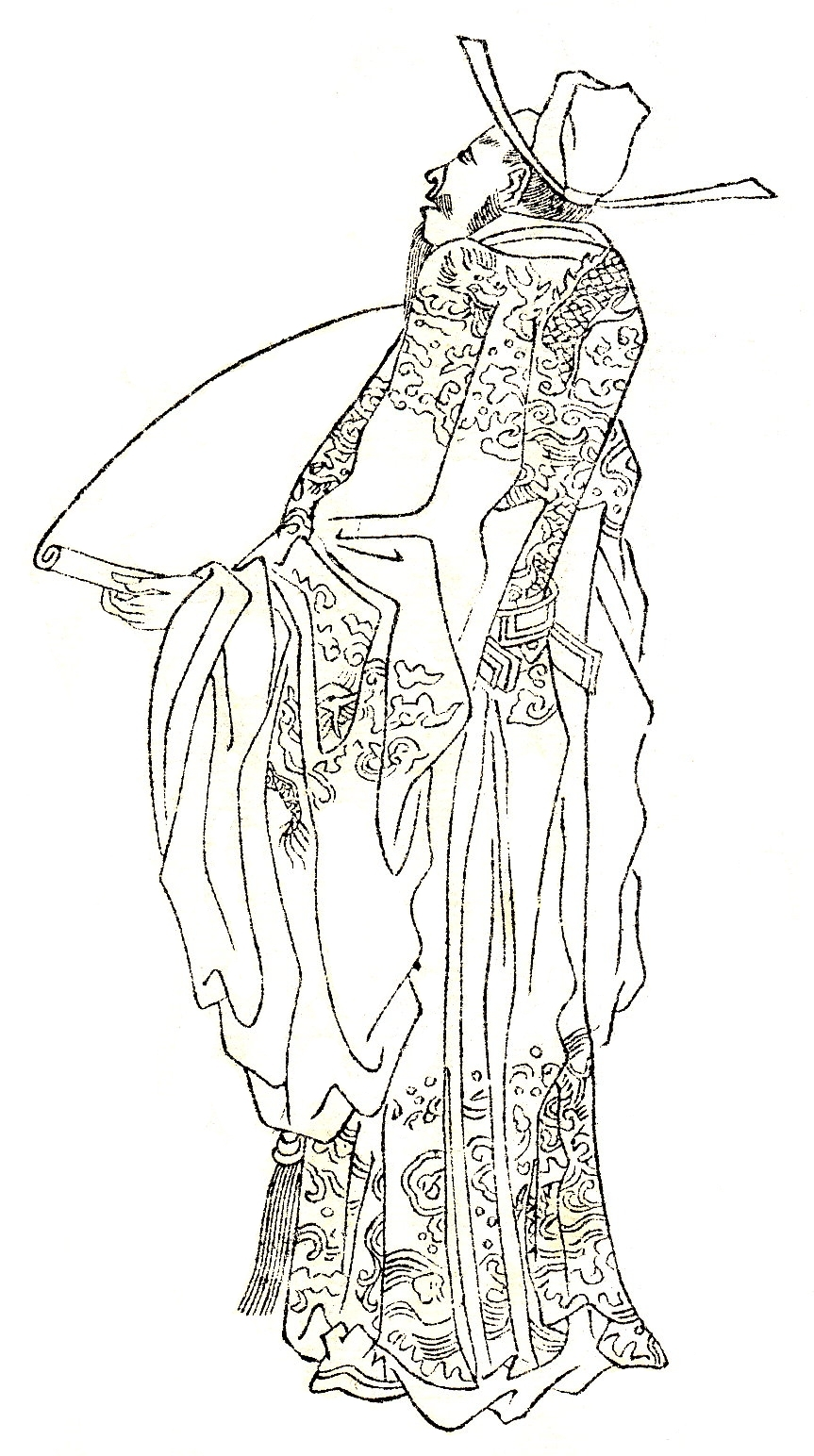
Вымышленное изображение судьи Ди из альбома гравюр «Ваньсяотан хуачжуань» (издание 1921 года).

Гунъань (кит. трад. 公案小說, упр. 公案小说, пиньинь gōng'àn xiǎoshuō, палл. гунъань сяошо, дословно «судебная беллетристика») — поджанр традиционного китайского детективного жанра. Главным героем выступает судья, то есть наместник имперской власти в уездном городе, который одновременно осуществляет гражданское управление и расследует преступления, вынося по ним приговоры. Предположительно, жанр впервые появился в Сунскую эпоху, но передавался в изустной форме уличными сказителями или кукольниками. В эпоху Юань появились драматические произведения на судебную тему, некоторые образцы которых были записаны. В эпохи Мин и Цин жанр достиг расцвета и был одним из самых распространённых в художественной литературе на разговорном языке. Самыми известными персонажами являются Судья Ди и Судья Бао.

## Этимология
Термин «Гунъань» впервые упомянут в табличке китайского судьи. Позже этот термин использовался как название необычных судебных дел. Гунъань как жанр литературы был переведён на английский как «детективы».

## История

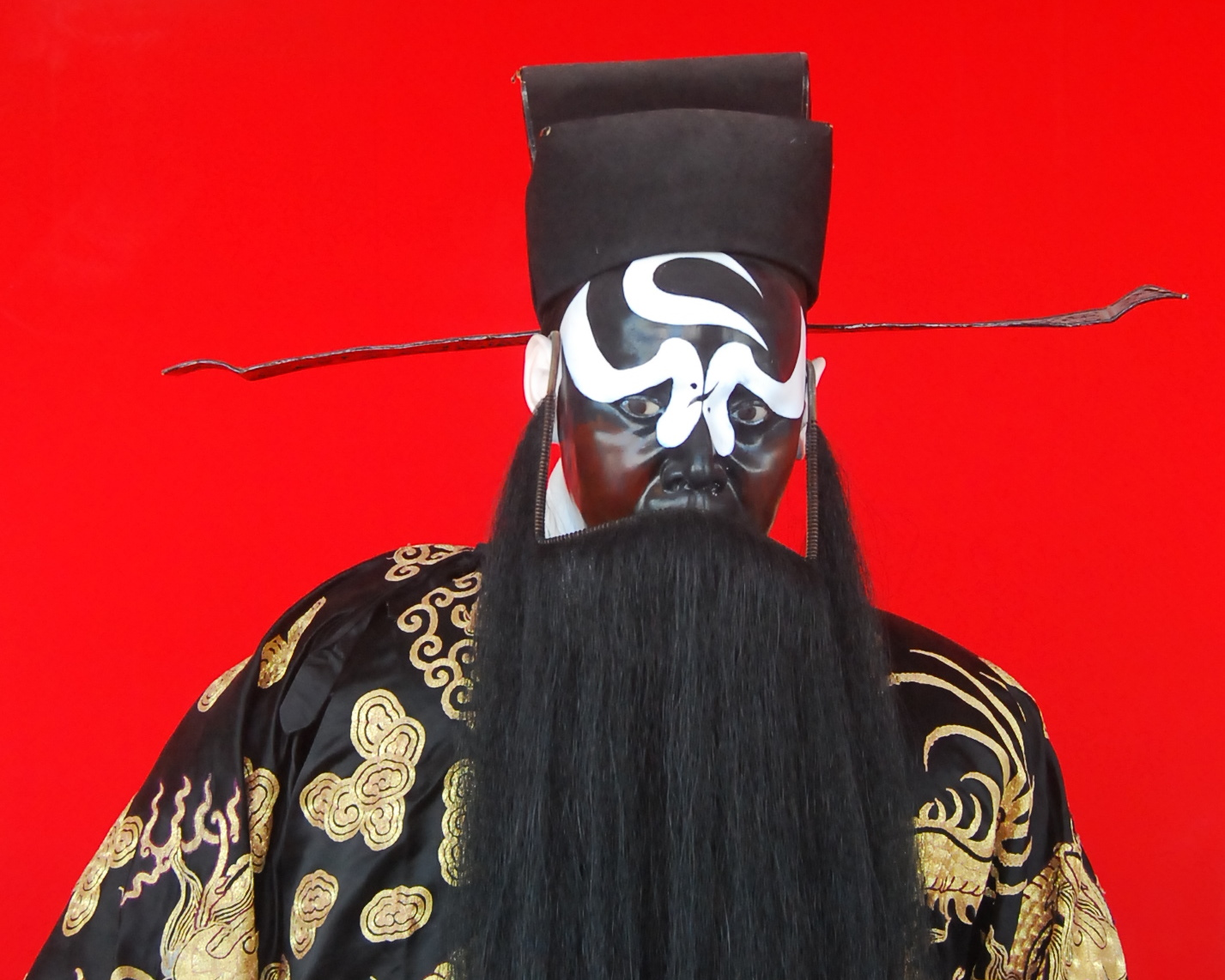
Судья Бао в Пекинской опере, главный герой многих Гунъанских романов.

Письменных произведений Гунъяня Династии Сун не сохранилось, основными жанрами Династии Сун (X—XIII века н. э.) — это кукольные и устные представления. В основе произведений о Судье Бао лежит карьера Бао Чжэня, протагониста гунъанского жанра. Впервые появился во время Династии Юань (XIII—XIV века). Бао был исторической личностью и работал на Жэнь-цзуна Династии Сун как судья. Сведения о его жизни были исторически задокументованы, что дальше вдохновили на мифического судью Бао гунъянского жанра.
«Меловой круг» (кит. 灰闌記) — пьеса юаньской драмы о криминальном деле судьи Бао. Популярность судьи Бао поспособствовала успеху написанному гунъянскому роману, опубликованному в XVI и XVII веках. Старейшие сборники историй о судье Бао — это «Бао Лунту Байцзя Гунъань», «Сто дел судьи Бао» и «Бао Гонг Ан» Династии Мин.
Популярность гунъянских романов уменьшилась в ранней династии Цин. Только в последние годы жанр возродился. Во время этого периода
в гунъянских романах была политика, они были инструментом формирования общественного мнения в пользу правительства.
Герои «Уся», известные как военные герои, вместо того, чтобы действовать по их кодексу справедливости, часто клялись в верности правительству и помогали правительственному чиновнику — справедливость исходила из чиновника, а не от героя. Гунъянские произведения династии Цин смешали элементы традиционного Гунъаня и военный «Уся» жанр. Истории судьи Бао династии Цин были распространены везде: от опер до устных представлений и романов. Другие судьи как Пэн и Ли также были героями гунъянских произведений. «Ши Гунъань» и «Дела судьи Ши» были опубликованы в 1798 году.
В 1940-х Знаменитые дела судьи Ди и сборник XVIII века о гунъянских историях были найдены в книге из секонд-хенда в Токио и переведены на английский благодаря датскому востоковеду Роберту ван Гулику в 1949 году. Он использовал традиционный стиль и героев, чтобы написать длинную серию книг «Судьи Ди», что открыло Гунъань для западной аудитории как «Шерлока Холмса Китая». Смесь Гуньяня и Усю династии Цин остаются популярными в современном Китае.

## Темы и стили
Протагонист гунъянского романа — это типичный традиционный судья или судьи, основанные на реальных людях (как судья Бао или судья Ди). Однако реальные люди жили намного раньше (как династии Мин или Сун) и большинство историй написано в более поздний период, например, Цин.
Гунъянские романы характеризуются несколькими отличающимися сюжетними элементами от других поджанров. «Детектив» — это судья, который вовлечен в несколько отличающихся от друг друга дел одновременно, пока преступник представлен в самом начале истории. Его преступления и причины осторожно объясняются, таким образом составляя детективную историю наоборот, а не как пазл. Гунъянские произведения часто имеют сверхъестественную деталь. Сюжет может отступить в философию или в официальные документы. История может включать в себя огромное количество героев, обычно сотни.

### Темы
Гунъянский жанр — это некоторое количество коротких и кажущихся несвязанными между собой историй, однако, они связаны на основе общих путей и связанных с преступностью условностей. Эти истории обычно презентуются знаковыми лицами, одеждой и персонажами. Описание этих историй презентуется аудитории, пока, если истории записаны, иллюстрации используются. Обычно история повествуется от лица судьи и от взаимосвязанных преступлений, происходящих в начале повествования. Однако, у историй есть тема общественной справедливости через наказание; преступления обычно не поучительные. Преступления являются конкретными случаями нарушения закона и наказание обычно тоже предначертано в законе. Однако судья может иметь сверхъестественные знания, помогающие ему решить дело, он обязан всегда представлять факты дела и оправдывать вину преступника.

### Стили
Гунъянские произведения очень часто сопровождаются иллюстрациями, как, например, собственные иллюстрации Ван Гулика в его романе о судье Ди. Повторяющаяся тема — это подобие иллюстраций. Это повторение гарантирует читателям понимание того, что каждая иллюстрация представляет.

## Жанровые различия
Гунъянский жанр является частью более широкой категории детективов, включающих в себя множество реальных историй, например, которые были найдены в сборнике поздней Династии Мин' или вид повествования судебных дел, составленный в «Реальные преступления Китая XVIII века» Роберта Э. Хегеля (2009).
Есть несколько различий между китайскими гунъянскими произведениями и западных детективами. Пока западные детективы фокусируются на реализме, гунъянские истории могут содержать в себе сверхъестественные элементы, например, призраки или духи, повествующие о их смерти, помогая донести справедливость. Преступление, представленное в начале — отличительная черта Гунъаня. Кроме того, история наполнена перерывами в повествовании, наполненными философией и моралью. Гунъянские истории наполнены огромным количеством персонажей, которые представляются в отношениях с главным героем. Более того, главный герой часто составлен по образцу популярных героях западных историй, чтобы читателю было легче понять повествование.